# Centro Social Deportivo Barber
Maillots
Le Centro Social Deportivo Barber, plus communément appelée le CSD Barber, est un club de football basé à Barber, dans l'île de Curaçao.

## Palmarès
- Championnat de Curaçao (6) :
  - Champion : 2002, 2003, 2004, 2005, 2007 et 2014
  - Vice-champion : 2000, 2006, 2008, 2009, 2010 et 2011

- Championnat des Antilles néerlandaises (8) :
  - Champion : 2002, 2003, 2004, 2005, 2006, 2007, 2008 et 2010.
  - Vice-champion : 2009

- Championnat de Curaçao D2 (1) :
  - Champion : 1995

## Joueurs emblématiques
- Edgar Cassiani Perez